# Monestiés

Monestiés este o comună în departamentul Tarn din sudul Franței. În 2009 avea o populație de 1.342 de locuitori.

## Evoluția populației
| An        | 1975  | 1982  | 1990  | 1999  | 2006  | 2009  |
| --------- | ----- | ----- | ----- | ----- | ----- | ----- |
| Populație | 1.222 | 1.304 | 1.361 | 1.362 | 1.310 | 1.342 |